# Geboren um zu leben
Geboren um zu leben é o sexto single da banda alemã Unheilig. Foi lançado em 29 de janeiro de 2010 sendo o primeiro do álbum Grosse Freiheit. 
Atingiu boas posições nas paradas tendo conquistado ouro triplo e platina.

## Lista de Faixas
| N.º | Título                | Duração |  |
| 1.  | "Geboren um zu leben" | 3:50    |  |
| 2.  | "Ein Letztes Mal"     | 4:03    |  |

## Posição nas paradas
| Paradas        | Posição |
| -------------- | ------- |
| Alemanha       | 2       |
| Áustria        | 8       |
| Suíça          | 13      |
| União Europeia | 13      |

## Créditos
- Der Graf - Vocais/Composição/Letras/Produção
- Christoph "Licky" Termühlen - Guitarra
- Henning Verlage - Teclados/Programação
- Martin "Potti" Potthoff - Bateria